# Dubte
El dubte constitueix un estat d'incertesa i un límit a la confiança o la creença. Pot projectar-se en els camps de la decisió i l'acció, o afectar únicament a la creença i a la fe. Si li precedeix una "veritat" convencionalment acceptada, el dubte implica desafiar aquesta.
En filosofia, el dubte cartesià equival a la suspensió del judici (epojé) que tractaven de provocar, amb els seus nombrosos i sovint assenyats arguments, els escèptics antics (Pirronisme).
Els arguments escèptics que enfronta Descartes semblen estrambòtics, vists des de la vida quotidiana i el sentit comú. Però Descartes no sembla haver confós el conjunt de creences i conviccions que, clar i ras, semblen indispensables per a orientar-nos en la pràctica, amb els criteris de la investigació filosòfica. Això pot apreciar-se en la distinció que estableix Descartes, entre les Regles del Mètode (Discurs, 2) i les Regles de la "moral provisional" (Discurs, 3).
La investigació, que és una tasca pràctica i es desenvolupa en l'àmbit general de la vida, té el propòsit de servir a aquesta, però seria insensat esperar-ho abans que ella mateixa aconsegueixi alguns resultats raonablement confiables. Entre tant, per a desenvolupar-se, la investigació consisteix a sotmetre a examen una porció enorme del que anomenem "sentit comú ", incloent aquí moltes idees conforme a les quals (tot sembla indicar-ho) hauríem de viure mentre la investigació mateixa es desenvolupa. Però no es tracta d'interrompre la pràctica i la vida per a permetre la investigació, així com tampoc de fer passar com "resultats", unes meres modes intel·lectuals (la doctrina de la secta on ens eduquem, o qualsevol altre producte de la confusió). El projecte cartesià va ser el d'examinar aquestes idees, entre d'altres, a la recerca de fonaments filosòficament vàlids.
Els arguments escèptics (encaminats a introduir dubtes) que Descartes considera en les Meditacions Metafísiques, han estat presos completament de Plató (Cràtil i Teetetes). Aquests arguments constitueixen un instrument d'investigació, i en primer lloc han d'avaluar-se conforme a si són o no intel·ligibles, i si una vegada acceptats, serien en principi susceptibles de discutir-se (doncs del contrari, serien incompatibles amb l'activitat d'investigació). Si ambdues condicions es compleixen, els arguments són útils a l'empresa filosòfica en opinió de Descartes (precisament com a instruments d'investigació). Per a més tard, dintre de la investigació cartesiana, quedaria jutjar si realment no tenim cap raó que permeti descartar-los.